# Хедлунд, Симон
Симон Фредрик Хедлунд (швед. Simon Fredrik Hedlund; род. 11 марта 1993, Швеция) — шведский футболист, нападающий клуба «Эльфсборг» и сборной Швеции. 

## Клубная карьера
Хедлунд — воспитанник клубов «Тролльхеттан» и «Эльфсборг». 12 августа 2012 года в матче против «Мальмё» он дебютировал в Аллсвенскан лиге в составе последнего. В своём дебютном сезоне Хедлунд стал чемпионом Швеции. 3 августа 2013 года в поединке против АИКа Симон забил свой первый гол за «Эльфсборг». В 2014 году он помог клубу выиграть Кубок Швеции.
Летом 2016 года Хедлунд перешёл в немецкий «Унион Берлин». 21 сентября в матче против «Вюрцбургер Киккерс» он дебютировал во Второй Бундеслиге. 5 декабря в поединке против брауншвейгского «Айнтрахата» Симон забил свой первый гол за «Унион». 
В начале 2019 года Хедлунд перешёл в датский «Брондбю». 10 февраля в матче против «Норшелланна» он дебютировал в датской Суперлиге. 29 марта в поединке против «Оденсе» Симон забил свой первый гол за «Брондбю». В 2021 году Хедлунд стал чемпионом Дании.  

## Международная карьера
9 января 2020 года в товарищеском матче против сборной Молдавии Хедлунд дебютировал за сборную Швеции. 12 января в поединке против сборной Косово он забил свой первый гол за национальную команду.

### Голы за сборную Швеции
| #   | Дата           | Место                         | Противник | Счёт | Результат | Соревнование      |
| --- | -------------- | ----------------------------- | --------- | ---- | --------- | ----------------- |
| 01. | 12 января 2020 | Хамад бин Халифа, Доха, Катар | Косово    | 1:0  | 1:0       | Товарищеский матч |

## Достижения
Командные
 «Эльфсборг»
- Победитель Аллсвенскан лиги — 2012
- Обладатель Кубка Швеции — 2013/2014

 «Эльфсборг»
- Победитель датской Суперлиге — 2020/2021